# Discordance (stratigraphie)
Pour les articles homonymes, voir Discordance.

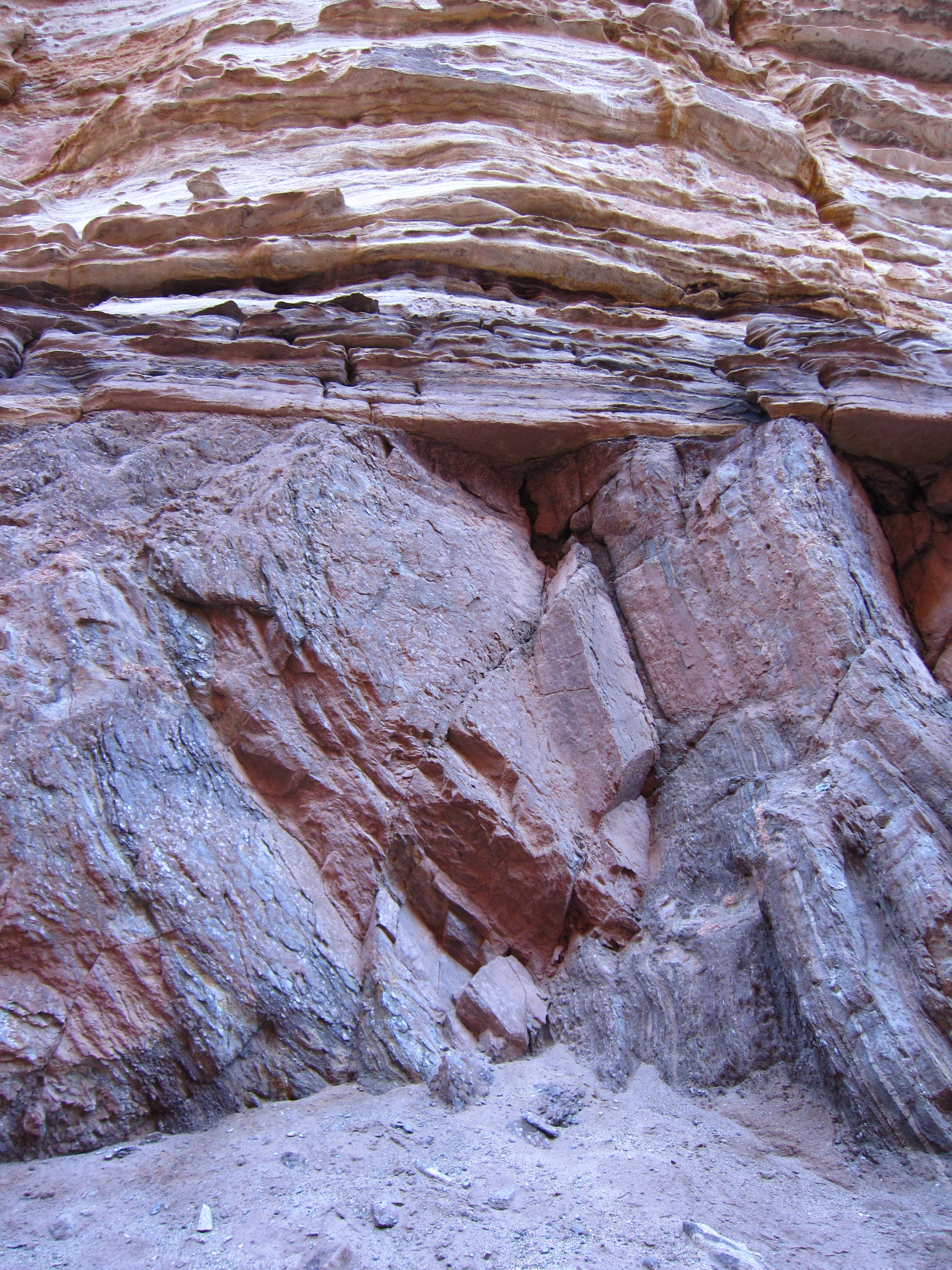
Vue de la Grande discordance dans le Grand Canyon, aux États-Unis.

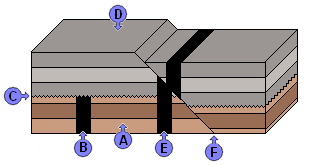
Bloc-diagramme illustrant le principe de recoupement : filon rectiligne (B) qui recoupe les strates des roches sédimentaires plus anciennes (A) mais est recoupé par une surface d'érosion postérieure (C) qui limite les roches sédimentaires plus jeunes (D). Segmentation de filon (E) par une faille postérieure (F).

Une discordance  ou surface de discordance (du latin discordare, « être en désaccord ») est une ancienne surface d'érosion séparant un ensemble de strates plissées lors d'une phase tectonique, d'un autre ensemble de strates non plissées qui elles n'ont pas été affectées par l'évènement tectonique car déposées postérieurement.
Le terme peut cependant également correspondre à tout changement dans l'enregistrement des dépôts de roches sédimentaires : à cause de la tectonique au sens large (faille inverse, chevauchement), d'un brusque apport plus grand en sédiments, et cætera..